# Felipe Teijeiro Suárez
Felipe Teijeiro Suárez (Villagarcía de Arosa, en 1952) es un periodista gallego conocido por la investigación sobre el tráfico de drogas.

## Trayectoria
En 1982 empieza su trayectoria en Radio Arosa de la Cadena Ser. En 1986 recibe el Premio Ondas como miembro de los Servicios Informativos del Grupo Radio Pontevedra. Un año después asume la corresponsalía de la Agencia Efe en la Ría de Arousa.
En 1989 Sito Miñanco acude a Radio Arosa para participar en su programa deportivo tras el ascenso del Juventud de Cambados a 2ªB. 
En 1990 se desarrolla la Operación Nécora, tras la que son detenidos la mayoría de los narcotraficantes de la Ría de Arousa. Ese año RNE le concede el premio Ojo Crítico por su investigación sobre el tráfico de drogas.
En 1994 constituye la Plataforma Galega contra o Narcotráfico, que en 2002 se transforma en la Fundación Galega contra o Narcotráfico. En la actualidad es su Presidente de Honor.

## Obra

### La Operación Nécora +
Tras una carrera centrada en su investigación sobre el narcotráfico gallego, decide escribir un libro que sale al mercado en 1997, prologado por el ministro de Interior, Jaime Mayor Oreja.
La obra analiza el fenómeno del narcotráfico en el mundo, plasmando la implicación de policías, políticos, militares argentinos o conocidos rostros de la jet set.
El autor narra el origen y consolidación del tráfico de drogas en la Comarca de Arousa y describe la trayectoria de los grandes capos como Sito Miñanco, Laureano Oubiña, los Charlines o Pablo Vioque, Secretario de la Cámara de Comercio de Villagarcía de Arosa, que sería el último en caer de la mano de Baltasar Garzón.

Tras la venta de los primeros ejemplares, una testaferro del clan de los Charlines solicitó el secuestro del libro en el Juzgado de Instrucción de Villagarcía de Arosa, demanda que fue desestimada en todas las instancias.